# Hanka Ordonówna

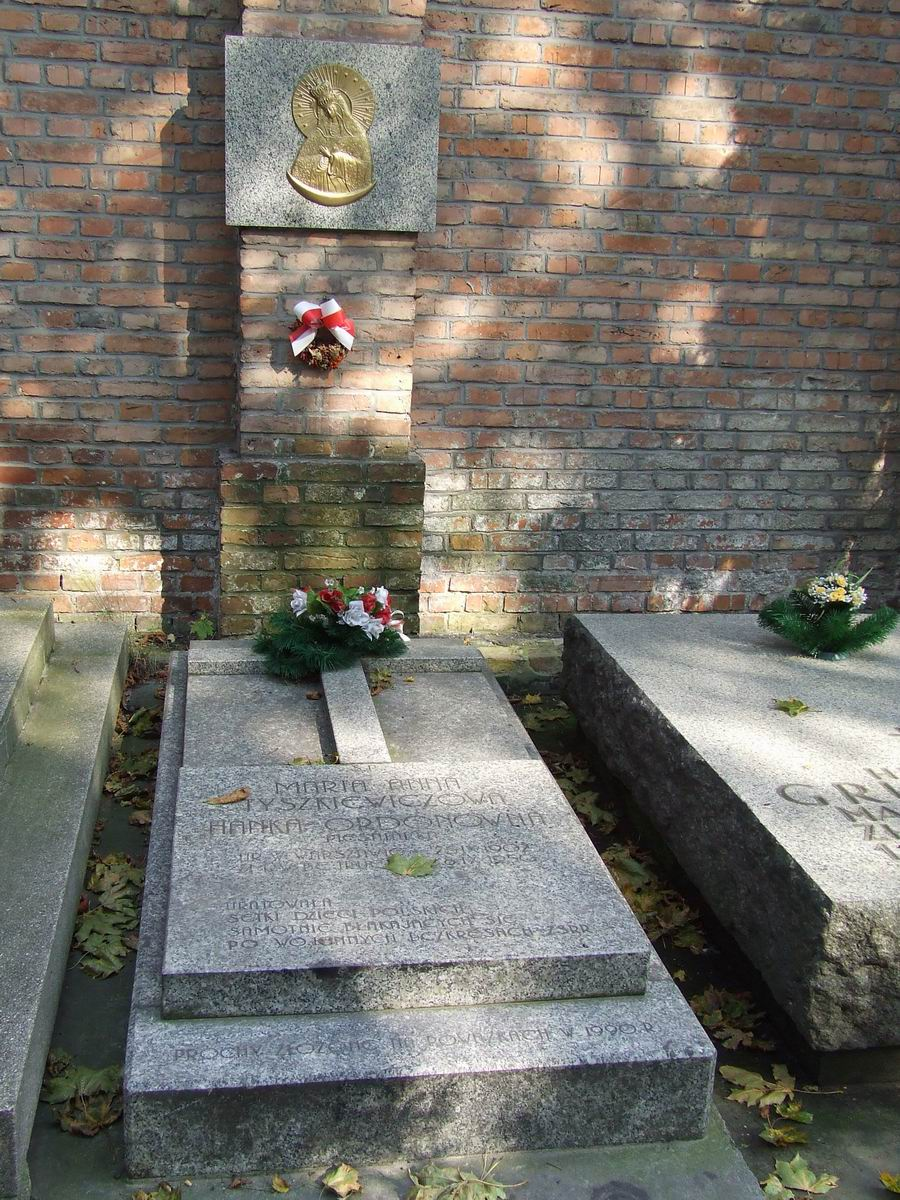
Tumba de Hanka Ordonówna

Hanka Ordonówna (25 de septiembre de 1902 – 8 de septiembre de 1950), también conocida por el apodo artístico de 'Ordonka', fue una cantante, bailarina y actriz polaca.

## Biografía
Su verdadero nombre era Maria Anna Pietruszyńska, y nació en Varsovia, Polonia. Inició su carrera artística a los 16 años de edad en el cabaret de Varsovia Sfinks, actuando después en el Teatro Wesoły Ul de Lublin con el nombre de "Anna Ordon", cantando éxitos todavía populares hoy en día como O mój rozmarynie, Rozkwitały pęki białych róż y Ułani, ułani. Más adelante trabajó en otro cabaret de Varsovia, el Miraż, donde fue descubierta por Fryderyk Jarosy, director del famoso cabaret varsoviano Qui Pro Quo. Bajo la guía de Jarosy ella se convirtió en una estrella, grabando el famoso Miłość ci wszystko wybaczy (cantado por Henryk Wars y Julian Tuwim) en la película de 1933 Szpieg w masce. Otro de sus éxitos fue el compuesto por Marian Hemar Jakieś małe nic (1934).
En 1931 se casó con el Conde Michał Zygmunt Tyszkiewicz, que escribió muchas de sus canciones. Aun siendo condesa, Ordonówna siguió actuando en el cabaret, e incluso montó a caballo en un espectáculo circense.
Hanka Ordonówna contrajo una tuberculosis que la incapacitó en sus últimos años. Falleció en 1950 en Beirut. Fue enterrada en el Cementerio Powązki de Varsovia.

## Discografía
- Miłość ci wszystko wybaczy (Henryk Wars, "Oldlen" - Julian Tuwim)
- Na pierwszy znak (Henryk Wars, "Oldlen" - Julian Tuwim)
- Błękitny Express
- Jak dym z papierosa (J. Bos, Hanka Ordonówna)
- Kochany (Delfín, Hanka Ordonówna)
- Czy tak, czy nie (W. Hudson, Jerzy Jurandot)
- Trudno (T. Müller, Emanuel Schlechter, E. Schlechter)
- Jeśli kochasz mnie (T. Müller, Emanuel Schlechter)
- Wystarczy jedno słowo (G. Kramer, J. Gerżabek)
- Manola (Orejón)
- Szczęście raz się uśmiecha (Henryk Wars, Emanuel Schlechter)
- Gdy jesień się zaczyna (M.T.)
- Piosenka o zagubionym sercu (Henryk Wars, A.M. Świnarski)
- Córka kata (Marian Hemar)
- Już się wie (Lang)
- Fiakier (M. Tyszkiewicz)